# Gunnar Moritz
Per Gunnar Moritz, född 11 juni 1914 i Nedertorneå, Finland, död 21 mars 1994 i Söderhamn, var en finlandssvensk ingenjör.
Efter diplomingenjörsexamen i Åbo 1942 blev Moritz laboratorieingenjör vid Bergvik och Ala AB samma år, driftsingenjör vid Bergviks Hartsproduktion AB 1946, var förste driftsingenjör vid Bergvik och Ala AB och Bergviks Hartsproduktion AB 1954–57, överingenjör 1957 och teknisk direktör där från 1965.